# Фінал кубка України з футболу 2021
Фіна́л ку́бка Украї́ни з футбо́лу 2021 року — 30-й фінал Кубка України з футболу, що відбувся 13 травня 2021 року в місті Тернопіль на «Міському стадіона імені Романа Шухевича». Тернопіль став 8-м містом України, в якому відбувся фінал Кубка України. У матчі взяли участь київське «Динамо» та луганська «Зоря», які виступають у українській Прем'єр-лізі. «Динамо» вийшло у фінал Кубка України в 18-й раз в історії, а «Зоря» вдруге.
«Динамо» здобуло перемогу над «Зорею» з рахунком 1:0, а єдиний гол матчу в додатковий час забив Віктор Циганков. «Динамо» стало 13-разовим володарем Кубка України і за цим показником зрівнялося з «Шахтарем». Також «Динамо» оформило требл: на початку сезону команда завоювала Суперкубок України, потім достроково стало чемпіоном України і потім виграла Кубок країни.
Головним арбітром був призначений Юрій Іванов, що представляє місто Макіївка Донецької області. Офіційними трансляторами матчу були UA:Перший та Футбол 1

## Шлях до фіналу
| «Динамо»     | «Динамо»       | Раунд      | «Зоря»        | «Зоря»         |
| ------------ | -------------- | ---------- | ------------- | -------------- |
| Суперник     | Результат      |            | Суперник      | Результат      |
| —            | —              | 1/8 фіналу | «Десна»       | 1:0            |
| «Колос»      | 0:0 (пен. 4:3) | 1/4 фіналу | «Верес»       | 2:1            |
| «Агробізнес» | 3:0            | Півфінал   | «Олександрія» | 1:1 (пен. 4:3) |

### «Динамо»
«Динамо» (володар Кубка України 2020 року) та «Шахтар» (чемпіон України 2020 року) почали розіграш Кубка України сезону 2020/21 одразу зі стадії чвертьфіналу. «Шахтарю» не вдалося пройти цей етап, оскільки він поступився в додатковий час команді Першої ліги «Агробізнес» (0:1 д.ч.), а «Динамо» переграло в серії післяматчевих пенальті «Колос» (0:0, пен. 4:3). У серії пенальті Богдан Лєднєв не влучив у ворота, пробиваючи за рахунку 3:3 у серії, проте воротар «Динамо» Денис Бойко зреагував на удар Євгена Задої. А потім, коли п'ятий удар невдало виконав Олександр Караваєв, Бойко зреагував ще на удар Віталія Гавриша і не дозволив «Колосу» забити вирішальний пенальті. А вже потім гравець суперника Олег Ільїн пробив повз рамки воріт. Переможний удар з 11-метрової позначки у складі «Динамо» реалізував Олександр Андрієвський.
В 1/2 фіналу «Динамо» зустрілося «Агробізнесом», проте тренер команди суперника Олександр Чижевський не міг виставити на гру оптимальний склад. Номінальні господарі Тернопільського стадіону майже не створили моментів в атаці, але досить довго утримували свої ворота від пропущеного голу. Гол на 45-й хвилині перед перервою забив Богдан Лєднєв, після чого його подвоїв несподіваним для воротаря дальнім ударом Артем Бєсєдін. Віталій Буяльський на 81-й хвилині точним ударом встановив остаточний рахунок в матчі 3:0 на користь «Динамо».

### «Зоря»
У сезоні 2020/21 розіграшу Кубка України «Зоря» розпочала виступи з 1/8 фіналу. Регламентом було передбачено пільги для учасників групових стадій Ліги чемпіонів та Ліги Європи. На стадії 1/8 фіналу «Зоря» обіграла «Десну» з рахунком 1:0, переможним голом з пенальті відзначився Владлен Юрченко. У чвертьфіналі «Зоря» зустрілася з лідером Першої ліги рівненським «Вересом», здобувши вольову перемогу на виїзді з рахунком 2:1 (голами у складі луганчан відзначилися Дмитро Іванісеня та Владислав Кочергін).
У півфінальному поєдинку «Зоря» обіграла в серії післяматчевих пенальті «Олександрію» (1:1, пен. 4:3). У компенсований час арбітр призначив пенальті на користь суперника Іванісеня порушив правила проти Дениса Устименка), що дало можливість «Олександрії» перевести матч у додатковий час. В ігровий час голів більше зафіксовано не було, а в серії післяматчевих пенальті, успішнішими були гравці «Зорі».

## Організація матчу

### Час
Дирекція з проведення Кубка України визначила час початку поєдинку: матч у Тернополі на міському стадіоні імені Романа Шухевича між київським «Динамо» та луганською «Зорею» розпочнеться 13 травня 2021 року о 19:00. Номінальним господарем поля у фіналі згідно з жеребкуванням стало «Динамо».

### Квиток
Під час онлайн-засідання оперативного штабу Тернополя, на якому обговорювалися стан захворюваності COVID-19 і питання карантину, було прийнято рішення забезпечити обмежену кількість глядачів на поєдинку фіналу Кубка України, а саме — не більше 20 % від загальної кількості посадкових місць, передбачених для глядачів. Від даної кількості виділені квитки в рівних частинах командам-учасникам фінального матчу («Динамо» і «Зорі»).

### Бригада арбітрів
9 травня 2021 року комітети Української асоціації футболу призначили офіційних осіб на фінальний матч Кубка України 2020/21. Головним арбітром поєдинку став Юрій Іванов, що представляє Донецьку область. 35-річний рефері протягом поточного сезону обслуговував 11 матчів української Прем'єр-ліги та одну зустріч Кубка України, в яких продемонстрував 73 жовті картки (в середньому — 6 за гру), а також 10 разів вилучав футболістів з поля. Арбітром VAR призначена Катерина Монзуль з Харкова, а її асистентом — Марина Стрілецька з Сум.

### Форма
Зранку в день фінального матчу Кубка України сезону 2020/21 на Тернопільському міському стадіоні відбулася традиційна передматчева нарада з організаційних питань, на якому було затверджено в якій формі проведуть поєдинок команди. Гравці «Динамо» зіграють у своїй основній формі білого кольору, а голкіпер проведе зустріч у сірій формі. Гравці «Зорі» вийдуть на поле у формі чорного кольору, а воротар — у світло-зеленому. Оскільки «Динамо» визначено номінальним господарем поля в цьому поєдинку, тому першочергове право обирати форму належало саме київському клубу.

## Передісторія
Всього між фіналістами до цього фіналу було зіграно 52 матчі: 35 перемог «Динамо», 12 нічиїх, 5 перемог «Зорі», голи 113-39.
Мірча Луческу рекордний, 12-й раз, вивів команду на фінальний кубковий матч, але перший з «Динамо». Натомість Віктор Скрипник став 34-м тренером, який вперше вивів свою команду до фіналу Кубку України.

### Попередні матчі
Загалом ігри між фіналістами стартували ще за радянської епохи. Загалом київське «Динамо» та «Зоря» раніше зустрічалися 81 раз, з яких 51 матч «Динамо» виграло, 22 закінчилось внічию та 8 перемогла «Зоря». На внутрішніх кубкових змаганнях вони вперше зустрілися ще в 1970 році. Включаючи ігри Кубку СРСР та Кубка України команди зустрічались між собою 7 разів, з яких 6 виграло «Динамо» та 1 раз перемогла «Зоря». Фінал 2021 року став лише другою зустріччю цих клубів у фінальному етапі. Раніше команди зустрічалися у фіналі Кубка СРСР 1974 року, коли «Динамо» переграло «Зорю» в додатковий час з рахунком 3:0.
В рамках змагань за Кубок України (з 1992 року) обидва клуби зустрічалися чотири рази, усі з яких вигравало «Динамо» (голи 11:3). Вперше вони зустрілися лише в 2008 році, двічі в 2015 році і знову в 2016 році.
Для київського «Динамо» цей фінал був 18-м загалом, з 12 перемогами в попередніх 17 фінальних матчах. «Зоря» зіграла у своєму другому фіналі Кубка України після фіналу 2016 року, коли програла донецькому «Шахтарю» з рахунком 0:2.

### Команди у фіналі змагань
| Команда         | Попередні виступи у фіналі (жирним шрифтом вказано роки перемог)                                          |
| --------------- | --- |
| Динамо (Київ)   | 17 (1993, 1996, 1998, 1999, 2000, 2002, 2003, 2005, 2006, 2007, 2008, 2011, 2014, 2015, 2017, 2018, 2020) |
| Зоря (Луганськ) | 1 (2016)                                                                                                  |

## Перебіг матчу
Перед початком матчу його учасники вшанували хвилиною мовчання пам'ять легендарного тренера Валерія Лобановського, який помер саме у цей день 19 років тому. Сама ж гра розпочалася з кількох зіткнень, в одному з яких серйозного пошкодження руки отримав Віталій Миколенко після того як на неї наступив Артем Громов. Через це лівий захисник киян не зміг продовжувати гру і був замінений на Олександра Караваєва.
Лише на 21-й хвилині «динамівці» завдали першого удару по воротах суперника: після скидки Артема Бєсєдіна Віталій Буяльський пробив вище воріт. На 38-й хвилині біля воріт «Зорі» виник ще один гольовий момент, коли Бєсєдін із розвороту пробив у нижній кут, і лише стрибок воротаря номінальних гостей Ніколи Васіля врятував луганців від пропущеного м'яча. Номінальні гості відповіли моментом зі штрафного, в якому Денис Фаворов після передачі Владлена Юрченка завдав удару головою вище воріт.
У другому таймі «Динамо» продовжувало домінувати і на 55-й хвилині Микола Шапаренко, обігравши кількох суперників, пройшов із м'ячем зі своєї половини поля до лінії карного майданчика суперника, після чого пробив, але влучив у поперечину. Невдовзі Віктор Циганков спочатку сам загрожував воротам, а потім створив момент для Бєсєдіна. В інці основного часу тиск «Динамо» посилювався, але Жерсон Родрігеш та Денис Попов не влучили у ворота, а після удару Бєсєдіна м'яч із нижнього кута витягнув Васіль. Також шанс забити мав Шапаренко, але його удар головою відбив Фаворов. В результаті основний час матчу завершився внічию 0:0.
У додатковий час перевага «біло-синіх» стала ще більш відчутною, але Васіль продовжував рятувати «Зорю». Зрештою на 98 хвилині кияни провели результативну атаку, коли Родрігес пройшов правим флангом та прострілив у центр, Буяльський п'ятою продовжив траєкторію м'яча, а Циганков з кількох метрів переграв воротаря. А на 115 хвилині захисник «Зорі» Жунінью сфолив у своєму карному майданчику на Буяльському, заробивши пенальті, але Циганков не зміг його реалізувати, оскільки знову добре себе проявив воротар Васіль. Однак у другому екстратаймі луганці не мали серйозних шансів відігратись і матч завершився перемогою мінімальною перемогою столичної команди, яка виграла свій 13 Кубок України

## Звіт про матч
| 13 травня 2021 19:00 +17 °C |

| «Динамо» (Київ) | 1:0 (дч) | «Зоря» (Луганськ) |
| --------------- | -------- | ----------------- |
| Циганков 98'    | Протокол |                   |

| Міський стадіон ім. Романа Шухевича, Тернопіль Глядачів: 12 000 Арбітр: Юрій Іванов (Макіївка, Донецька область) |

| «Динамо» |

| «Динамо»:        |    |                    |         |
|                  |    |                    |         |
| ВР               | 71 | Денис Бойко        |         |
| ПЗ               | 94 | Томаш Кендзьора    | 67'     |
| ЦЗ               | 4  | Денис Попов        |         |
| ЦЗ               | 25 | Ілля Забарний      |         |
| ЛЗ               | 16 | Віталій Миколенко  | 11'     |
| ЦП               | 5  | Сергій Сидорчук    | 90 + 3' |
| ЦП               | 10 | Микола Шапаренко   | 35'     |
| ЦП               | 29 | Віталій Буяльський | 114'    |
| ПП               | 15 | Віктор Циганков    | 98'     |
| ЛП               | 22 | Жерсон Родрігеш    | 118'    |
| НП               | 41 | Артем Бєсєдін      |         |
| Заміни:          |    |                    |         |
| ВР               | 71 | Георгій Бущан      |         |
| ЗХ               | 23 | Сідклей            |         |
| ЗХ               | 24 | Олександр Тимчик   |         |
| ЗХ               | 34 | Олександр Сирота   |         |
| ПЗ               | 14 | Карлос де Пена     | 118'    |
| ПЗ               | 17 | Богдан Лєднєв      |         |
| ПЗ               | 19 | Денис Гармаш       | 114'    |
| ПЗ               | 20 | Олександр Караваєв | 11'     |
| НП               | 30 | Владислав Ванат    |         |
| Головний тренер: |    |                    |         |
| Мірча Луческу    |    |                    |         |

| «Зоря»:          |    |                      |       |       |
|                  |    |                      |       |       |
| ВР               | 23 | Нікола Васіль        |       |       |
| ЛЗ               | 6  | Жунінью              | 90+3' |       |
| ЦЗ               | 15 | Віталій Вернидуб     | 14'   |       |
| ЦЗ               | 21 | Дмитро Іванісеня     | 111'  |       |
| ПЗ               | 23 | Денис Фаворов        |       |       |
| ЛП               | 7  | Владислав Кочергін   | 75'   |       |
| ПП               | 10 | Дмитро Хомченовський |       |       |
| ЦП               | 27 | Єгор Назарина        | 63'   |       |
| ЦП               | 80 | Владлен Юрченко      | 52'   | 118'  |
| НП               | 22 | Владислав Кабаєв     | 82'   |       |
| НП               | 28 | Артем Громов         | 90+4' |       |
| Заміни:          |    |                      |       |       |
| ВР               | 30 | Микита Шевченко      |       |       |
| ЗХ               | 5  | Агрон Руфаті         |       |       |
| ЗХ               | 20 | Йоель Абу Ханна      |       |       |
| ПЗ               | 4  | Ловро Цвек           | 118'  |       |
| ПЗ               | 97 | Андрейс Циганікс     |       |       |
| ПЗ               | 8  | Максим Луньов        |       |       |
| НП               | 9  | Шахаб Захеді         | 90+4' |       |
| НП               | 11 | Олександр Гладкий    | 82'   |       |
| НП               | 90 | Аллах'яр Сайядманеш  | 63'   | 90+3' |
| Головний тренер: |    |                      |       |       |
| Віктор Скрипник  |    |                      |       |       |

| Офіційні особи: - Асистенти арбітра: - Віктор Матяш (Донецьк) - Семен Шлончак (Черкаси) - Четвертий арбітр: - Олександр Шандор (Львів) - Додатковий асистент арбітра: - Андрій Скрипка (Кропивницький) - Спостерігач арбітражу: - Ігор Хіблін (Хмельницький) | - Арбітр ВАР: - Катерина Монзуль (Харків) - Асистент ВАР: - Марина Стрілецька (Суми) - Спостерігач ВАР: - Сергей Лисенчук (Київ) - Делегат УАФ - Геннадій Прокопович (Чернігів) - Офіцер безпеки УАФ - Микола Пихтін (Миколаїв) | Регламент - 90 хвилин. - 30 хвилин додаткового часу за необхідності. - Серія пенальті за необхідності. - Дев'ять гравців на заміні. - Максимум п'ять замін (+1 у випадку додаткового часу). |

| Володар Кубка України 2020/21 |
| ----------------------------- |
|                               |
| «Динамо» (Київ) 13-й титул    |